# Leela Hazzah
Leela Hazzah es una bióloga conservacionista egipcia que trabaja en Kenia y Tanzania. Hazzah creció en Egipto y completó su licenciatura y posgrado en Estados Unidos. En 2007, Hazzah creó el proyecto "Lion Guardians" para proteger a los leones en África oriental junto con el pueblo indígena Maasai. En 2014, Hazzah fue nombrada una de los "diez mejores héroes" de CNN.

## Formación
Hazzah creció en Egipto. En su niñez los miembros de su familia le contaban historias en las que se escuchaba el rugir de los leones desde el techo de su casa, algo que ya no sucedía porque los leones se habían extinguido en Egipto. Hazzah cuenta que conocer esta historia la inspiró  a dedicarse a la conservación de los leones como carrera. Obtuvo su licenciatura en Biología en la Universidad Denison en Granville (Ohio), Estados Unidos, y se graduó en 2002. Mientras cursaba su máster en biología de la conservación, Hazzah llevó a cabo una investigación en Kenia, donde fue testigo de las dificultades que suponía la conservación de los leones. Se licenció y obtuvo su doctorado en la Universidad de Wisconsin, Madison. Su investigación se centró en las razones que explican en reciente aumento de las matanzas de leones.

## Lion Guardians
Hazzah vivió durante un año con los indígenas Mbirikani Maasai estudiando su relación con los leones, mientras trabajaba para el grupo Living with Lions. Hazzah vivía en la región adyacente al Parque nacional Chyulu Hills y participaba en la vida cotidiana de la comunidad Maasai. Matar a un león es un rito de iniciación para los jóvenes masái. Los masái tienen una relación compleja con los leones. A pesar de que los leones matan al ganado de los masái, estos aprecian a los leones por su belleza. Los leones están amenazados en todo su hábitat de África oriental, especialmente en el Parque nacional de Amboseli, donde Hazzah realizó gran parte de su trabajo. En 2007, Hazzah intentó persuadir y enseñar a los masái acerca de los beneficios potenciales de la conservación de los leones, y sus lecciones fueron bien acogidas. La idea de que los propios cazadores eran los más indicados para proteger a los leones surgió originalmente de un grupo de cazadores con el que Hazzah había trabajado.
El esfuerzo llevado a cabo por Hazzah dio lugar a la organización sin ánimo de lucro Lion Guardians. Esta organización contrata guerreros masái como protectores de leones a tiempo completo. También les da formación sobre el terreno, además de enseñarles a leer y escribir. Hazzah manifestó que "nunca había imaginado cuando empezamos el proyecto Lion Guardians que podríamos transformar a estos cazadores hasta el punto de arriesgar sus propias vidas para evitar que otras personas mataran leones". El programa creció rápidamente, pasando de cinco guardianes de leones en 2007 a 40 en 2013. La organización ha contribuido a reducir el conflicto entre humanos y animales en Kenia y Tanzania, y la población de leones en la región está mostrando muchos signos de recuperación. Hazzah declaró que parte de su éxito se debió a la captación de los valores tradicionales que los hombres Maasai asociaban con la matanza de leones y su conversión en protectores de los leones. La organización es parte de la red "Living with Lions". Además de rastrear y vigilar las poblaciones de leones, también rastrea los rebaños de ganado, que a menudo son presa de los leones, que luego son asesinados por los pastores.

## Premios y reconocimientos
En 2014, Hazzah fue nombrada una de los "diez héroes principales" del año de CNN. Fue galardonada con el "Premio de Biología de la Conservación de las Mujeres Jóvenes" de la Sociedad para la Biología de la Conservación, entre otros premios y becas.